# ارحم حبي (فلم)

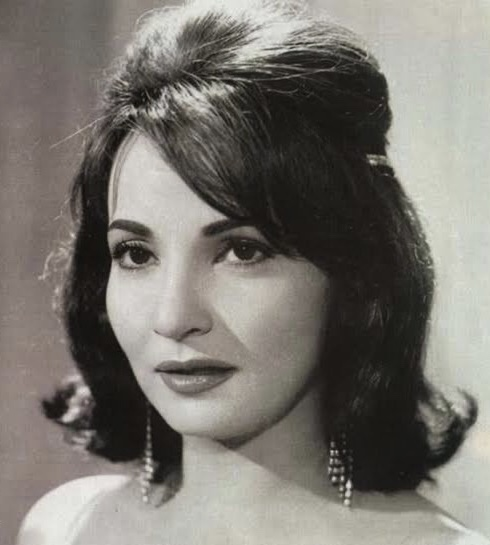
مريم فخري الدين فلم ارحم حبي

ارحم حبي هو فيلم سينمائي درامي مصري من إنتاج 1959 إخراج: هنري بركات و تأليف: هنري بركات و سيف الدين شوكت وبطولة :مريم فخر الدين، عماد حمدي، شادية، نجوى فؤاد، سلوى محمود، صلاح نظمي.

## قصة الفيلم
تدور أحداث الفيلم حين يقع في الحب كل من نادية مريم فخر الدين والدكتور رأفت عماد حمدي ، ولكن تطمع نوال شادية شقيقة نادية في رأفت ، الذي سيحقق لها أحلامها، فتنجح في استمالته ويتزوجان . ثم تتعرف نوال على الدكتور رشدي كمال الشناوي ، المعروف عنه عبثه وسلوكه السئ، يستطيع أن يتسلل إلى قلب نوال التي ينشغل زوجها عنها بمرضاه، تقع في الخطيئة معه وتلجأ للاستعانة بأختها نادية لتتستر عليها، وتدعي نوال بأن نادية هي التي على علاقة برشدي ، فترضى بهذه التضحية، تسافر نوال لتلتقي برشدي ، إلا أن القدر غير مسار امنيتها حتى لقيت مصرعها في حادث. يكتشف رأفت علاقة نوال برشدي وخيانتها له، فيندم على تخليه عن نادية التي لا تزال تحبه ثم يتزوجان .
قام المخرج حلمى رفلة بتقديم نفس قصة هذا فيلم إرحم حبى تحت عنوان وكان الحب في عام 1974 وقام ببطولتة كل من شمس البارودي و نبيله عبيد و حسن يوسف و يوسف شعبان.

## طاقم العمل
- مريم فخر الدين ... نادية
- عماد حمدي ... د/رأفت
- شادية ... نوال
- نجوى فؤاد ... راقصة فرح دكتور /رأفت
- سلوى محمود ... زوجة ممدوح
- صلاح نظمي ... '
- عبدالمنعم إسماعيل ... الريس / حمزه
- ثريا فخري ... الدادا
- لطفي الحكيم ... ممدوح
- عزيزة حلمي ... خالة / نادية ونوال
- كمال حسين ... '
- زينب صدقي ... والدة الدكتور رأفت
- كمال الشناوي ... د. رشدي
- عبدالعزيز أحمد ... والد نوال
- عبدالعظيم كامل ... دكتور بالمستشفى

## اغانى الفيلم
- حبيبي اهوه غناء شادية تأليف فتحي قورة تلحين منير مراد
- القلب يحب مرة غناء شادية تأليف فتحي قورة تلحين منير مراد

## روابط خارجية
- إرحم حبى على موقع IMDb (الإنجليزية)
- إرحم حبى على موقع قاعدة بيانات الأفلام العربية